# Tật khúc xạ
Tật khúc xạ là một lệch lạc khi ánh sáng hội tụ ở mắt và là một trong những nguyên nhân chính làm suy giảm thị lực.

## Phân loại
Những người mắc tật khúc xạ thường xuyên có hiện tượng thị lực bị mờ. Có ba loại tật khúc xạ sau đây:
- Cận thị: không thấy rõ các vật ở xa
- Viễn thị: không thấy rõ các vật ở gần
- Loạn thị: không thấy rõ vật ở gần lẫn ở xa

Đối với những người trung niên (40 tuổi trở lên), khi cơ thể bắt đầu lão hóa, xuất hiện hiện tượng lão thị ở mắt.

## Cách chữa trị

### Không cần phẫu thuật
- Kính gọng
- Kính áp tròng [4] (contact lenses)

### Phẫu thuật
- Phẫu thuật Laser (LASIK)
- Phẫu thuật kính nội nhãn (Phakic IOL)